# بنت الشهبندر (مسلسل)
بنت الشهبندر، مُسلسل سوري لبناني مُشترك مِن النوع الرومانسي الدرامي التاريخي تدور أحداثه في بلاد الشام تحديداً في بيروت، مِن إنتاج مفيد الرفاعي، وإخراج سيف الدين سبيعي، وكِتابة هوزان عكو، وبطولة نخبة من نجوم سوريا ولبنان هُم: قصي خولي، وسلافة معمار، ديمة الجندي، وأحمد الزين، وقيس الشيخ نجيب، ورفيق السبيعي، ومنى واصف، وسميرة بارودي، وجيسي عبده، وديامان بوعبّود، وطوني مهنّا، وليلى قمري، ومحمد فوعاني، وطوني حجّي، وناتاشا شوفاني، وفادي إبراهيم، ومجدي مشموشي، وطوني عيسى، وسارة أبي كنعان، وهشام أبو سليمان، وعبدو شاهين، وشربل زيادة، عصام بريدي. تم عرض المُسلسل في شهر رمضان عام 2015.

## قصة المُسلسل
تدور أحداث المُسلسل ما بين فترة نهاية القرن التاسع عشر وبداية القرن العشرين في بيروت، ويتكلم المُسلسل عن ناريمان بنت الشهبندر (سلافة معمار) والشهبندر مُصطلح فارسي يعود استخدامه إلى 500 سنة وهو مُقسم إلى قسمين كلمة «شاه» وتعني الزعيم و«بندر» التي تعني السوق ومعنى المُصطلح هُوّ كبير التُجار، ويتناول المسلسل قصة حُبّ الإخوة راغب (قصي خولي) وزيد (قيس الشيخ نجيب) أولاد زعيم الحارة الذان يُغرمان بِفتاة واحدة وهي بنت الشهبندر. وستحب ناريمان زيد وستتزوج به ولكنه سوف يختفي في بداية المُسلسل لأسباب مجهولة واختفاءه يدفع بشقيقه الأكبر راغب للحلول مكانه في كل شيء، حتى بما يتعلق بزوجته الحسناء ناريمان التي تعيش ضياع زوجها، والرغبة على مدار عامين في حل هذا اللغز، وحبها المخفي القديم للشقيق، الذي يضطرم من جديد. يستعرض المسلسل قليلاً الحالة الاجتماعية والاقتصادية وشكل العلاقات بين المال والنفوذ والمجتمع، التي كانت تعيشها ولاية بيروت بعد استقلالها عن ولاية الشام مطلع العام 1800، كما يستعرض الأُسر اللبنانية والدمشقية التي كانت نسيجاً متداخلاً ومترابطاً، ولا يمكن فصله بعضه عن بعض.

## الإنتاج والتصوير
المسلسل من إنتاج شركة «ميديا ريفوليوشن سفن» أو «أم آر 7» المملوكة للمنتج مفيد الرفاعي ، وتم التصوير في كسروان الواقعة شمال بيروت في لبنان.